# Underworld (Great Master)
Underworld  è l'album di debutto del gruppo musicale power metal italiano Great Master, pubblicato nel 2009 da Underground Symphony.

## Tracce
1. Eagles of 20th – 4:25
2. Land of No Return – 5:28
3. Ghost Ship – 4:30
4. The Battle of Lost Heroes – 5:52
5. Millennium (strumentale) – 3:49
6. King of the Night – 5:31
7. Circle of Fairies – 5:41
8. The Guardian of Signs – 4:31
9. The Lost Secret... Underworld – 5:28
10. Epilogue (Canon) – 3:29

## Formazione
- Max Bastasi - voce
- Jahn Carlini - chitarra, basso, tastiere
- Marco Manente- Chitarra